# Bagnold Point
Der Bagnold Point ist eine Landspitze an der Küste der Arrowsmith-Halbinsel im Grahamland im Norden der Antarktischen Halbinsel. Sie liegt zwischen dem Gunnel Channel und der Schumski-Bucht.
Das UK Antarctic Place-Names Committee benannte sie 1960 nach dem britischen Wüstenforscher Ralph Alger Bagnold (1896–1990), Autor des Standardwerks The Physics of Blown Sand and Desert Dunes aus dem Jahr 1941.